# Cerovljani
Cerovljani (en serbe cyrillique : Церовљани) est un village de Bosnie-Herzégovine. Il est situé dans la municipalité de Gradiška et dans la république serbe de Bosnie. Selon les premiers résultats du recensement bosnien de 2013, il compte 422 habitants.

## Démographie

### Évolution historique de la population dans la localité
| 1948 | 1953 | 1961 | 1971 | 1981 | 1991 | 2013 |
| ---- | ---- | ---- | ---- | ---- | ---- | ---- |
| -    | -    | 843  | 799  | 656  | 604  | 422  |

|  |

### Communauté locale
En 1991, la communauté locale de Cerovljani comptait 1 082 habitants, répartis de la manière suivante :